# Piccola Passione
La Piccola Passione  è una serie di trentasei xilografie più frontespizio di Albrecht Dürer, databile al 1511 e conservata, tra le migliori copie esistenti, nel British Museum di Londra.

## Storia e descrizione
Nel 1511 l'artista, da Norimberga, curò la riedizione di alcune sue vecchie xilografie, come l'Apocalisse, e pubblicò una nuova serie della Passione, detta Piccola Passione, per distinguerla dalla Grande Passione del 1497-1510. Si trattava di un'opera di formato minore ma, a dispetto del nome, ben più ambiziosa, composta da ben trentasei fogli con scene che spaziavano dalla Genesi al Giudizio Universale.
Elenco delle scene:
1. Frontespizio
2. Peccato originale
3. Cacciata dal Paradiso terrestre
4. Annunciazione
5. Natività
6. Congedo di Cristo
7. Entrata a Gerusalemme
8. Cacciata dei mercanti dal Tempio
9. Ultima Cena
10. Lavanda dei piedi
11. Orazione nell'orto
12. Cattura di Cristo
13. Cristo davanti Anania
14. Cristo davanti Caifa
15. Cristo deriso
16. Cristo davanti Pilato
17. Cristo davanti Erode
18. Flagellazione
19. Cristo coronato di spine
20. Ecce homo
21. Pilato si lava le mani
22. Cristo portacroce
23. Sudario della Veronica
24. Cristo inchiodato alla croce
25. Crocifissione
26. Cristo al Limbo
27. Deposizione dalla croce
28. Compianto di Cristo
29. Sepoltura di Cristo
30. Resurrezione di Cristo
31. Cristo appare alla madre
32. Noli me tangere
33. Cena in Emmaus
34. Incredulità di san Tommaso
35. Ascensione
36. Pentecoste
37. Giudizio Universale

## Altre immagini

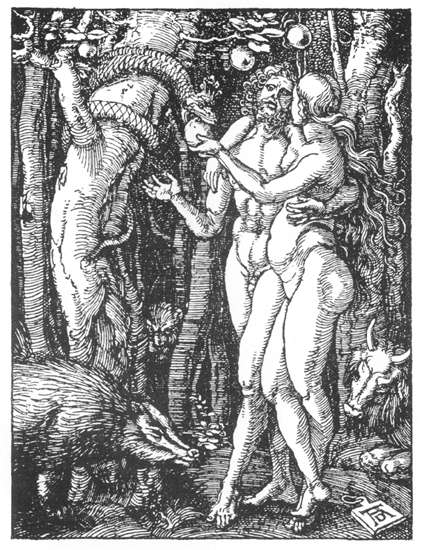
Peccato originale
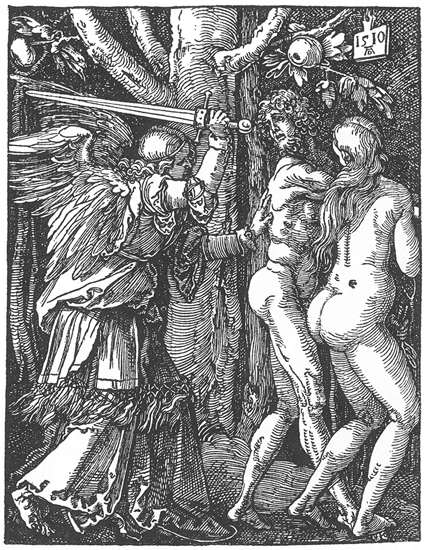
Cacciata dal Paradiso terrestre
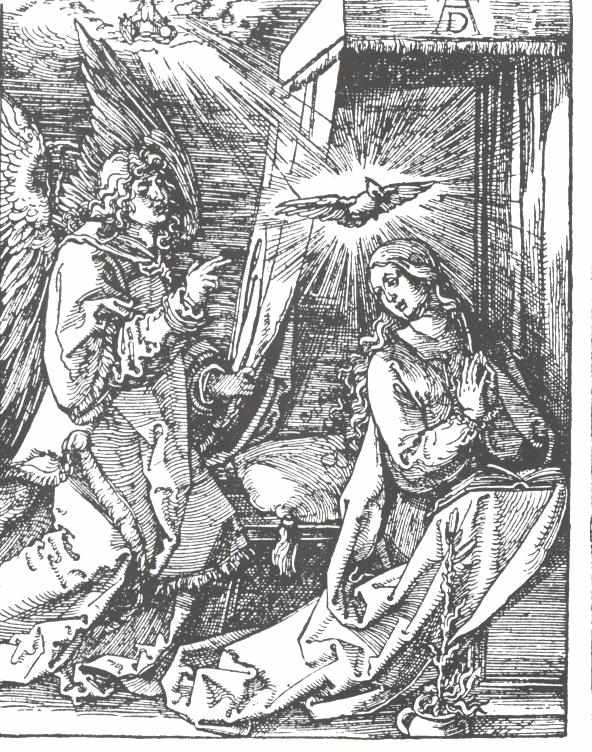
Annunciazione
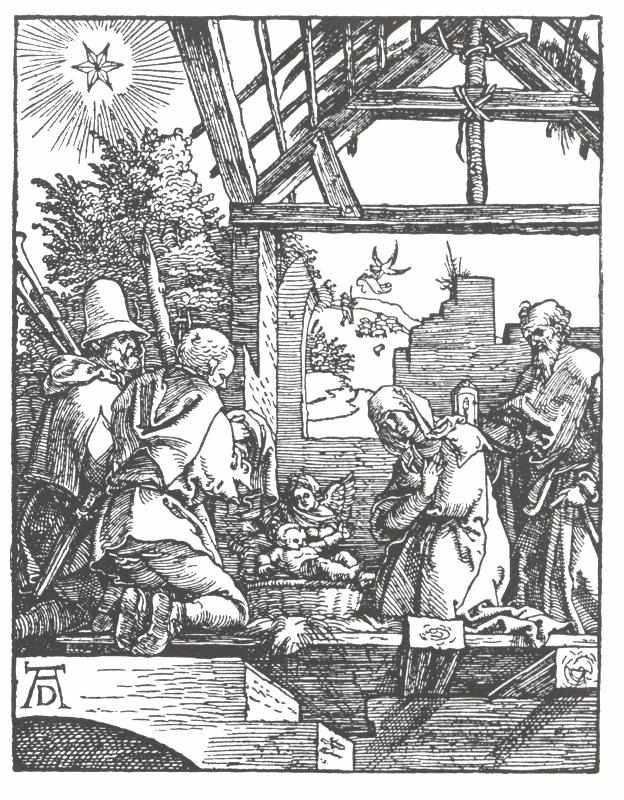
Natività
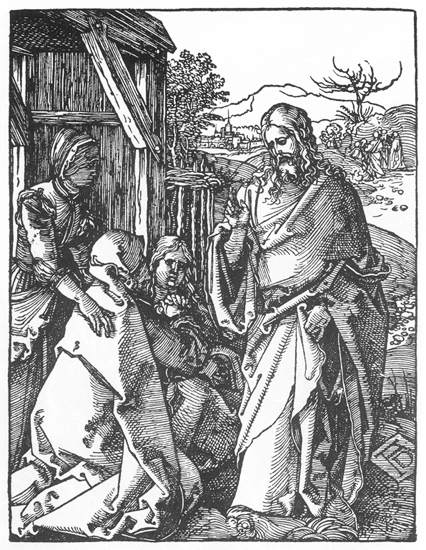
Congedo di Cristo
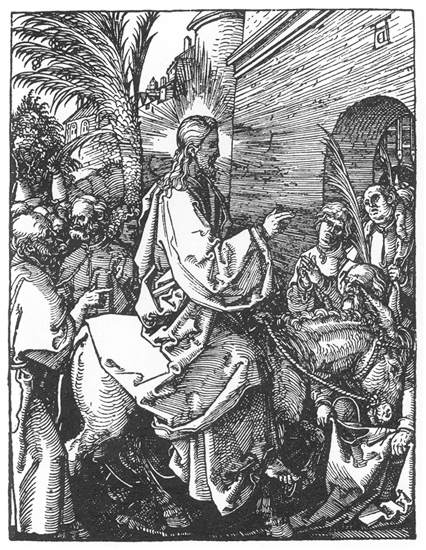
Entrata a Gerusalemme
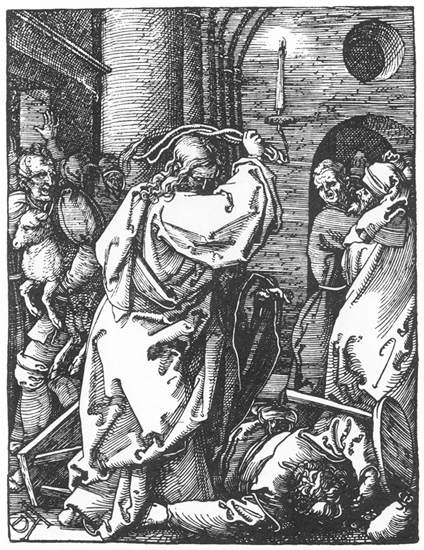
Cacciata dei mercanti dal Tempio
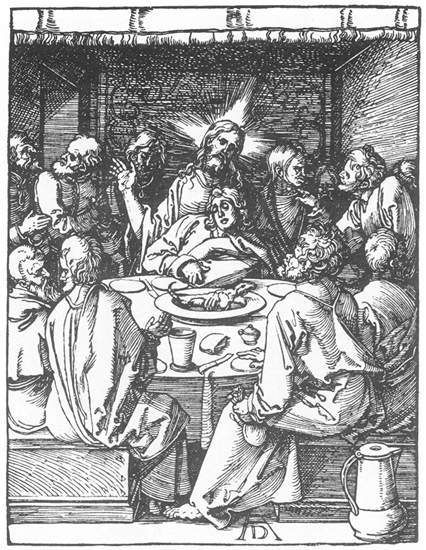
Ultima Cena
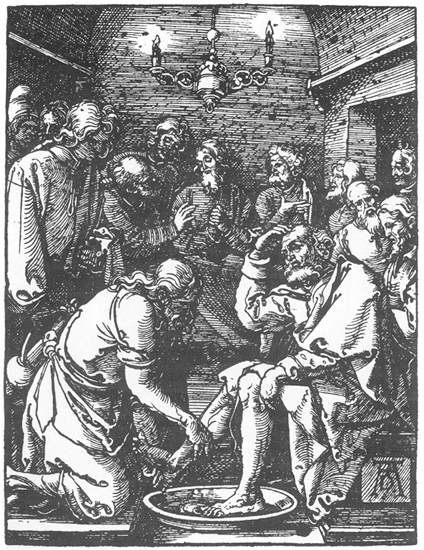
Lavanda dei piedi
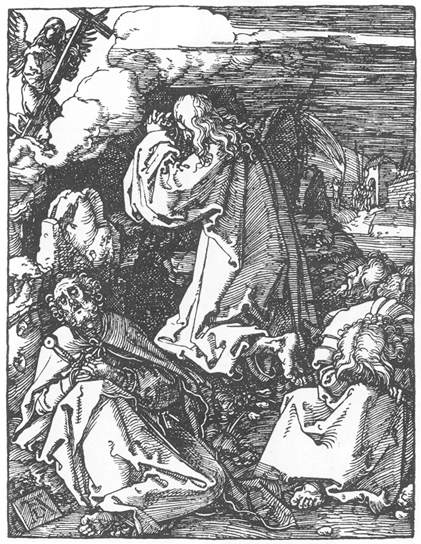
Orazione nell'orto
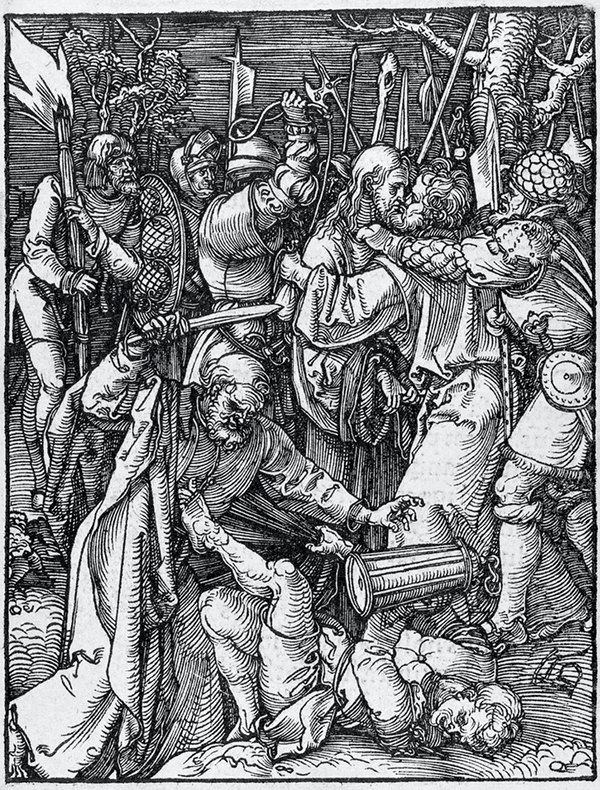
Cattura di Cristo
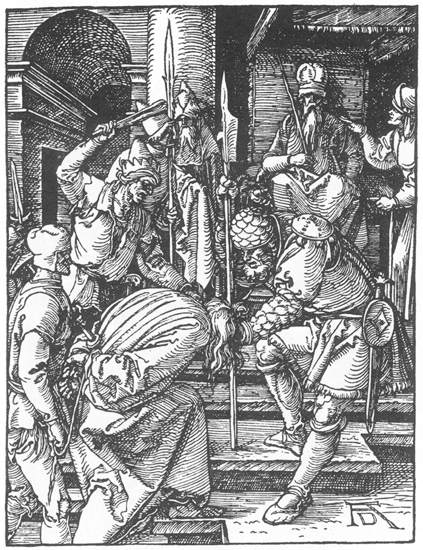
Cristo davanti Anania
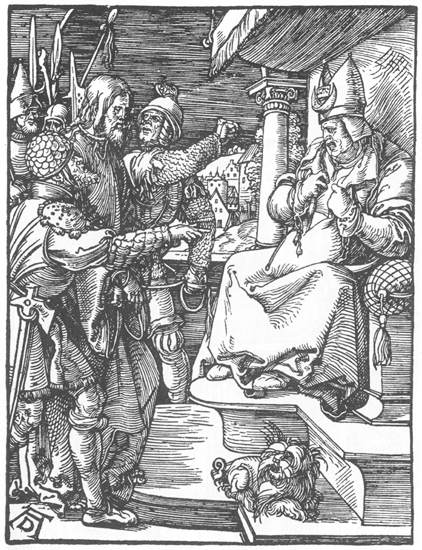
Cristo davanti Caifa
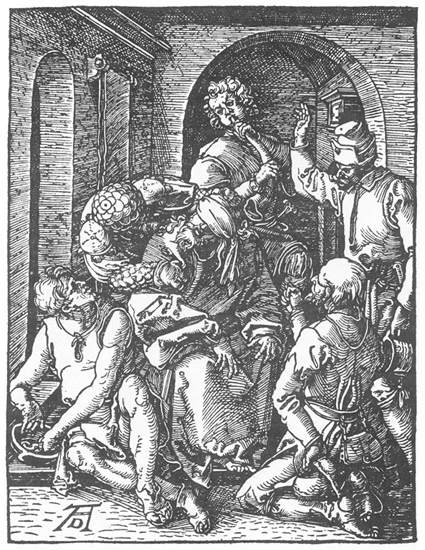
Cristo deriso
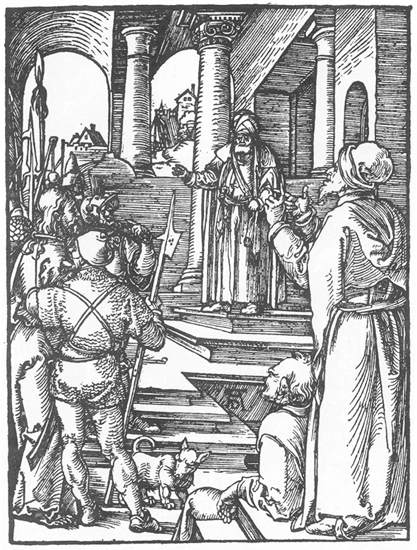
Cristo davanti Pilato
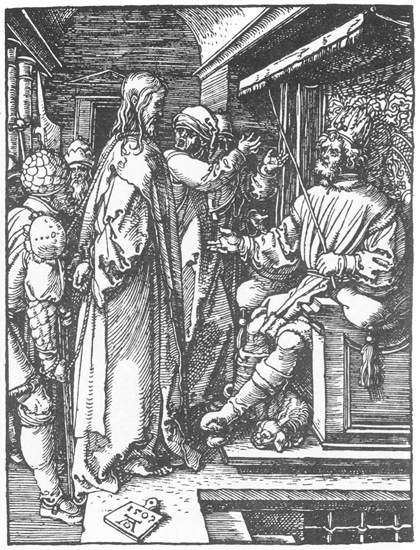
Cristo davanti Erode
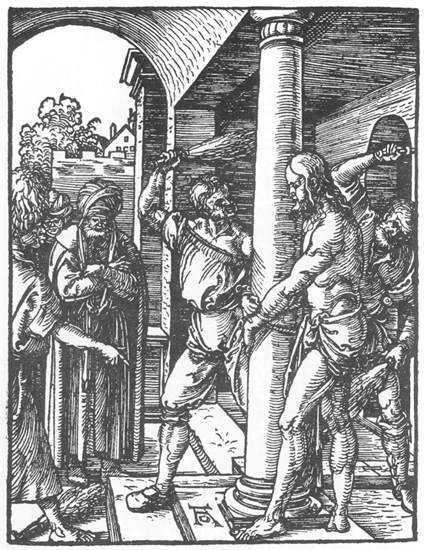
Flagellazione
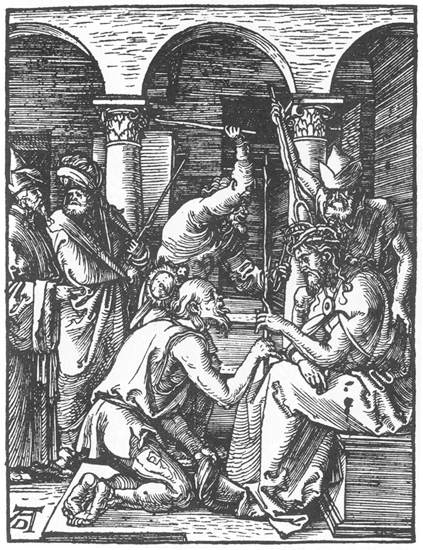
Cristo coronato di spine
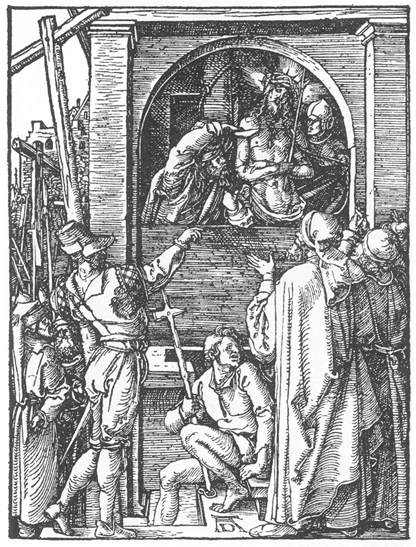
Ecce homo
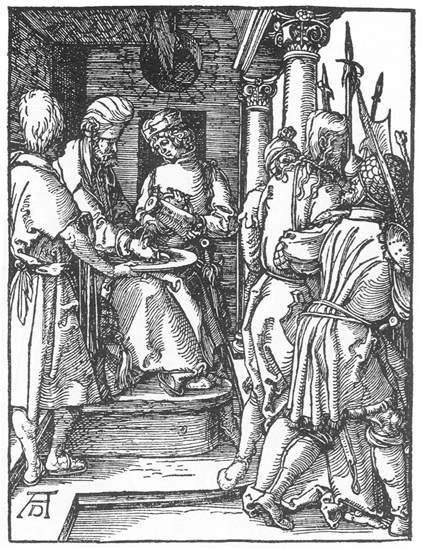
Pilato si lava le mani
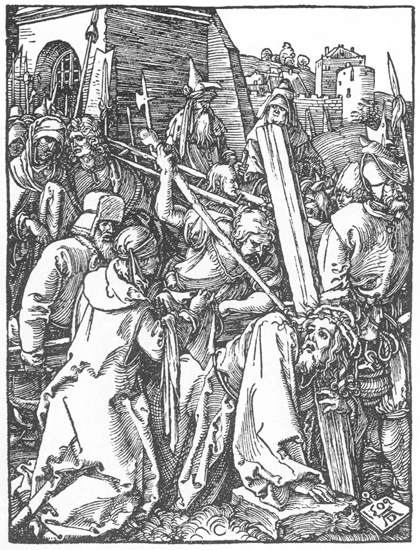
Cristo portacroce
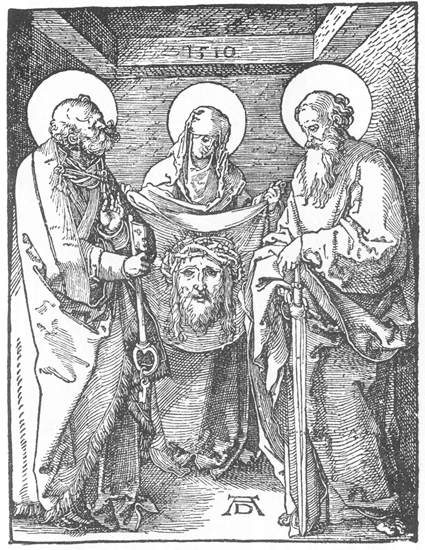
Sudario della Veronica
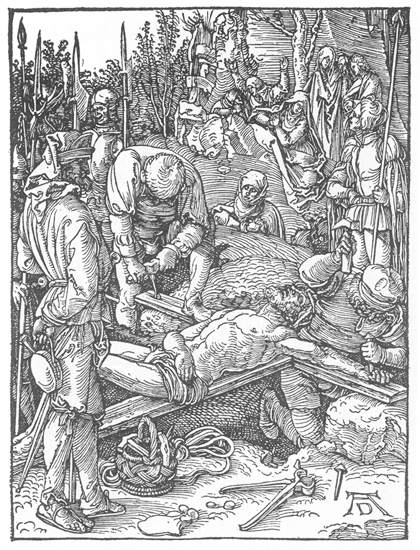
Cristo inchiodato alla croce
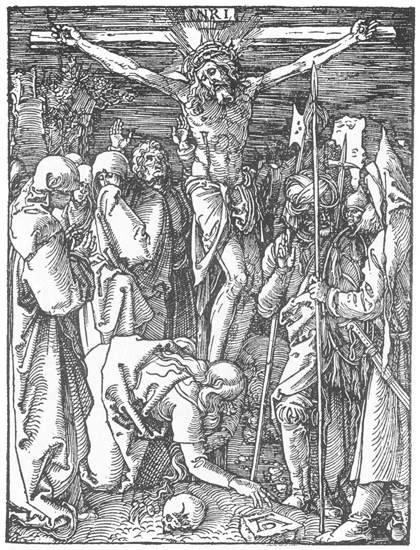
Crocifissione
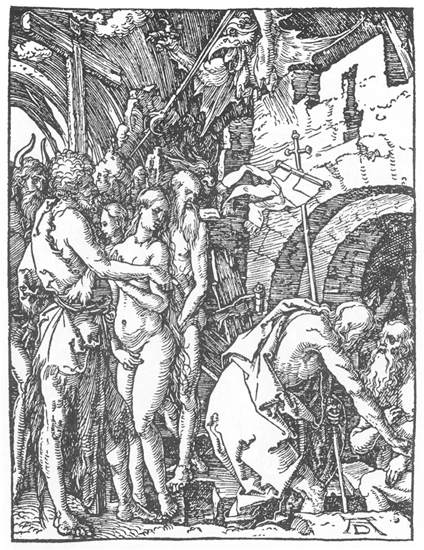
Cristo al Limbo
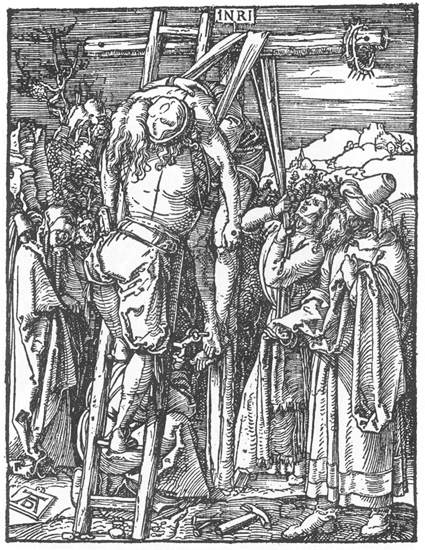
Deposizione dalla croce
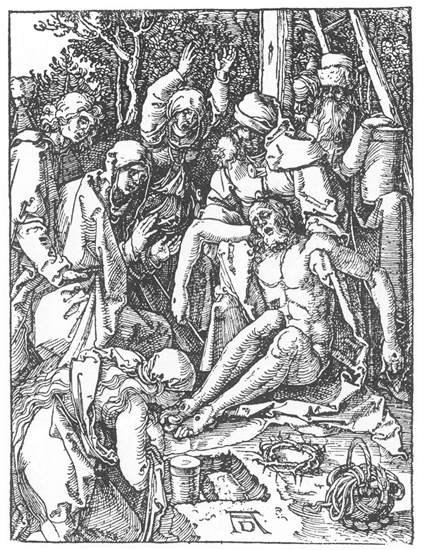
Compianto di Cristo
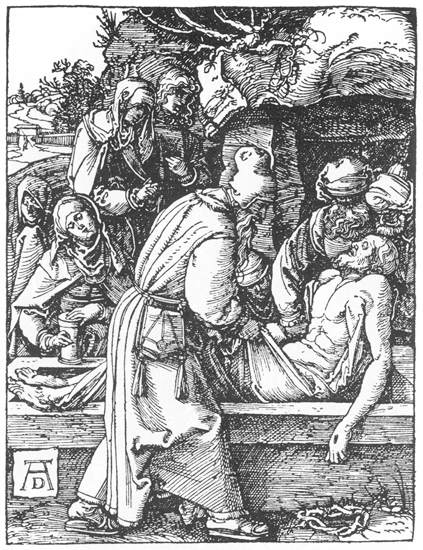
Sepoltura di Cristo
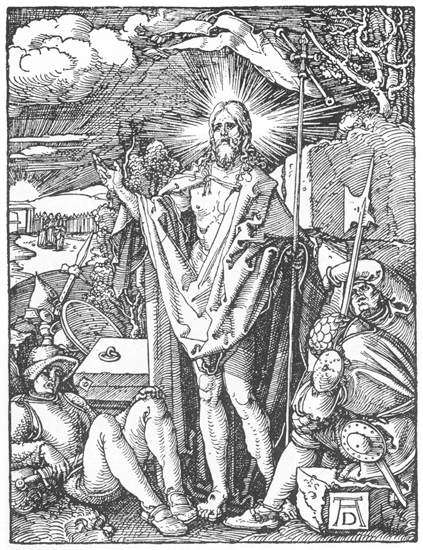
Resurrezione di Cristo
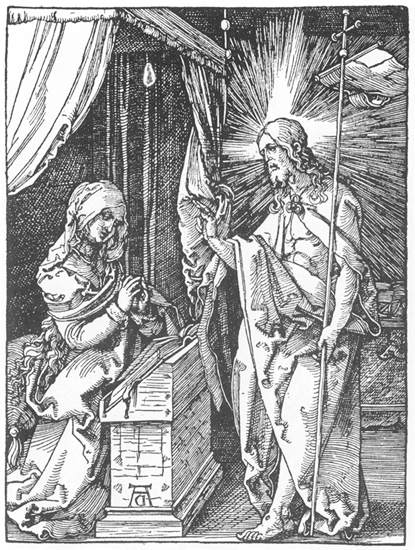
Cristo appare alla madre
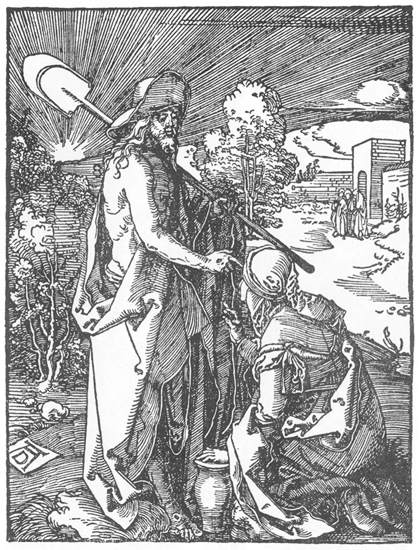
Noli me tangere
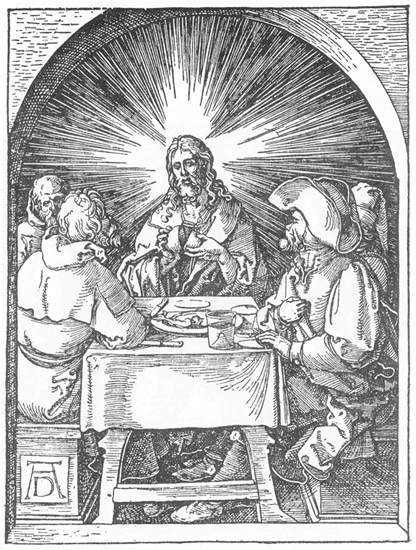
Cena in Emmaus
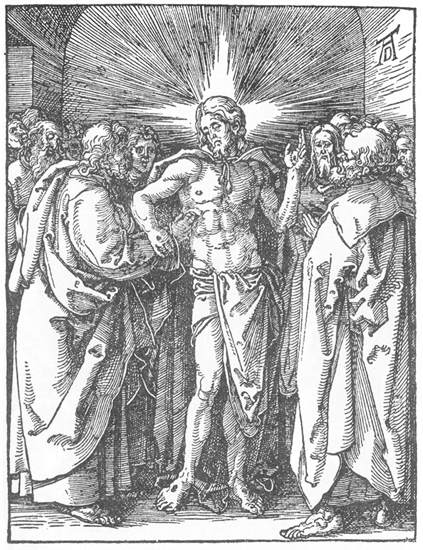
Incredulità di san Tommaso
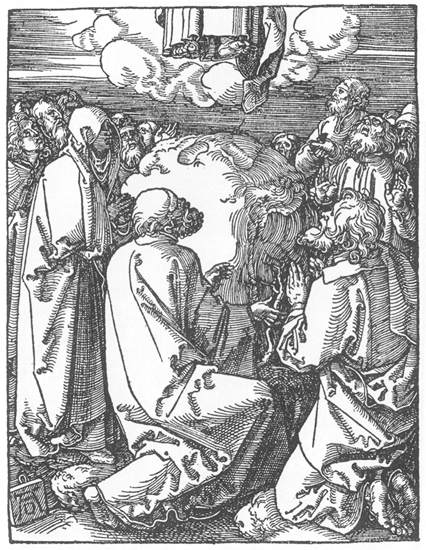
Ascensione
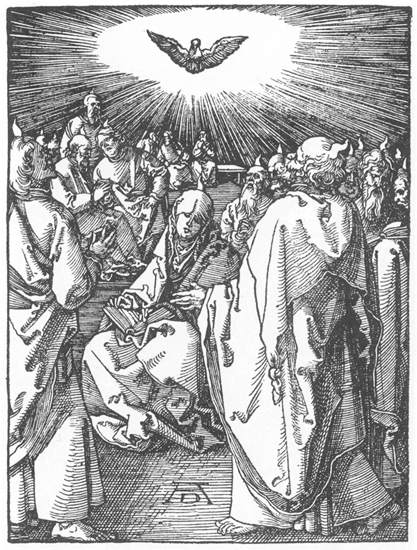
Pentecoste
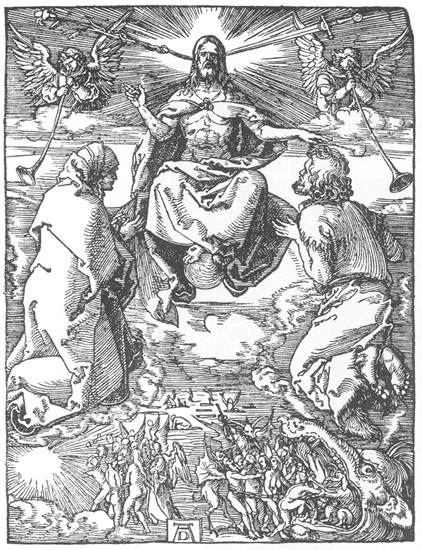
Giudizio Universale